# Eduard Maria Oettinger

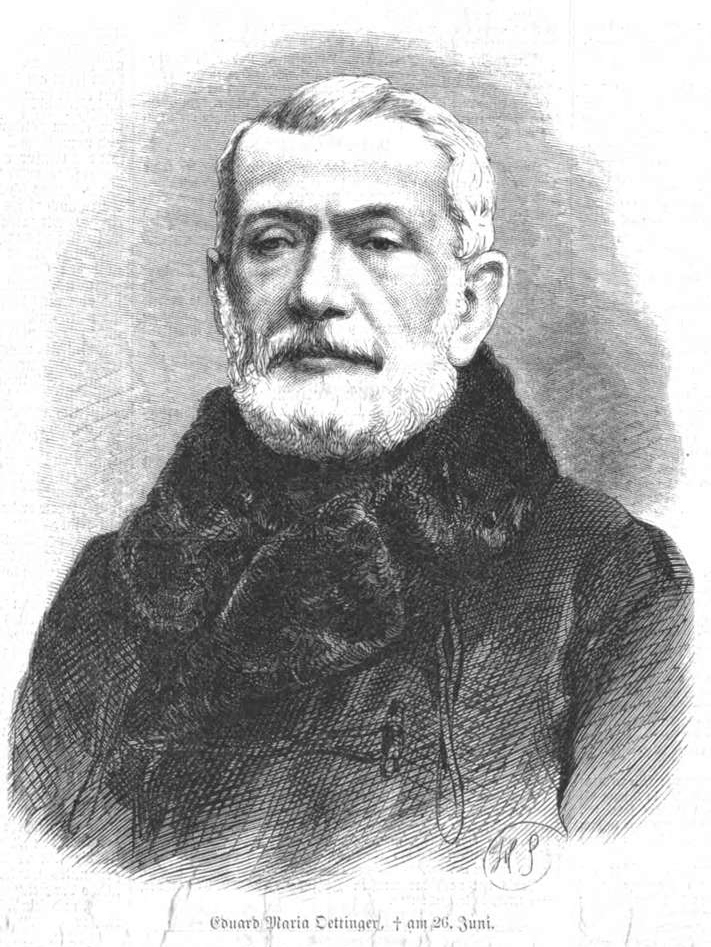
Eduard Maria Oettinger, Grafik von Hermann Scherenberg

Eduard Maria Oettinger (* 19. November 1808 in Breslau, Provinz Schlesien; † 26. Juni 1872 in Blasewitz) war ein deutscher Journalist, Schriftsteller und Bibliograph.

## Leben

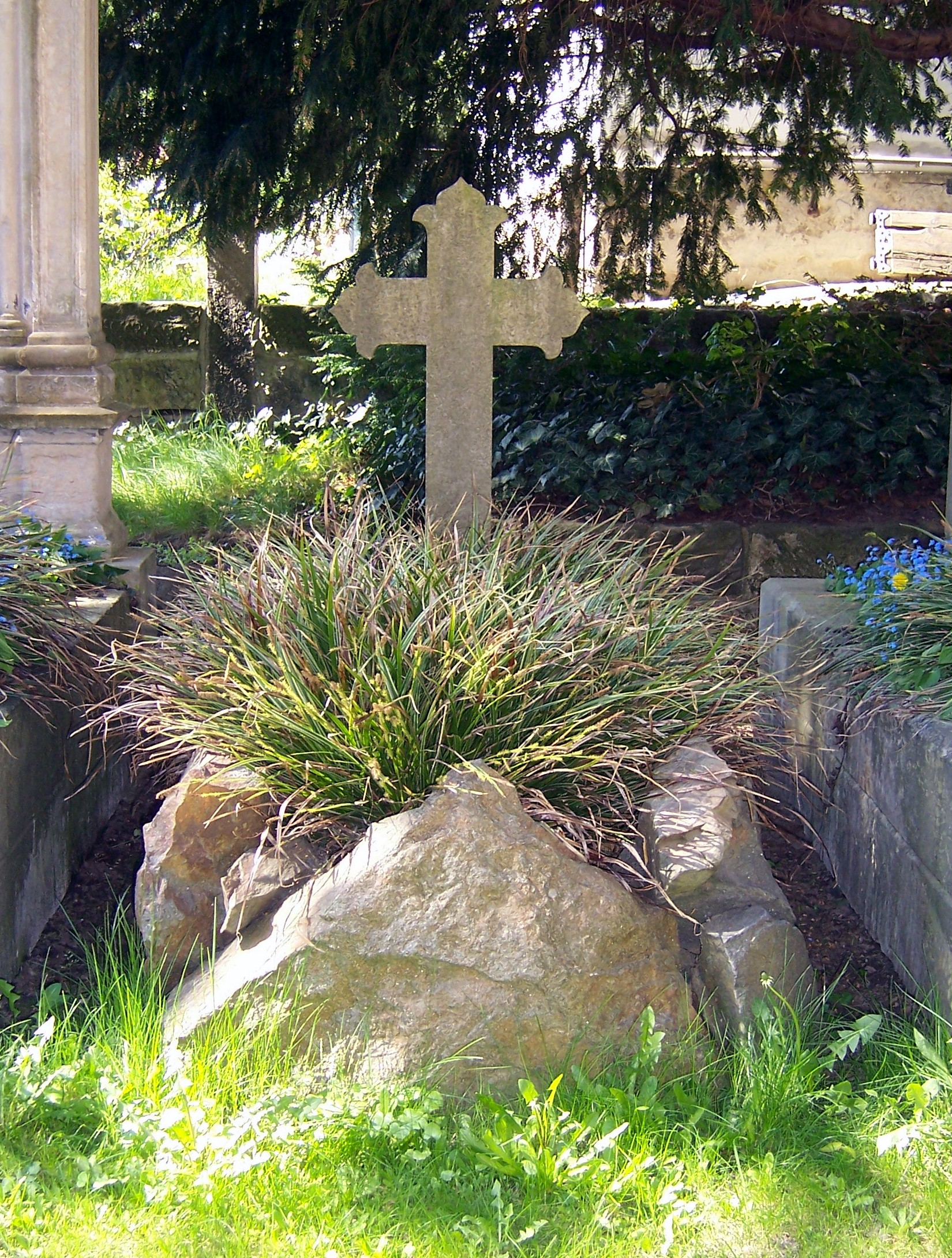
Grab Eduard Maria Oettingers auf dem Kirchhof der Loschwitzer Kirche in Dresden

Eduard Maria Oettinger stammte aus einer reichen jüdischen Familie. Die Eltern waren aber durch das von Napoleon verursachte Kriegsgeschehen verarmt. Oettinger besuchte in Breslau das Maria-Magdalenen-Gymnasium, machte dort Abitur, musste aber sein begonnenes Studium aus finanziellen Gründen abbrechen. In Wien, wo er 1828 den katholischen Glauben annahm, arbeitete er bei der Theater-Zeitung von Adolf Bäuerle; danach ging er nach Berlin, wo er Mitglied des Tunnels über der Spree wurde und 1829 die satirische Zeitschrift Eulenspiegel herausgab. Die Zeitschrift wurde im November 1831 verboten und Oettinger gab in München die Zeitschrift Das schwarze Gespenst heraus. Auch diese Zeitschrift wurde verboten und Oettinger des Landes verwiesen. Nach Aufenthalten in Frankreich, Belgien und den Niederlanden redigierte er Zeitungen in Berlin (Berliner Figaro, Redaktion des Blattes inkognito 1831–1836) und Hamburg (Oettinger's Argus, 1837–1838). Er zog nach Leipzig und gab hier von 1842 bis 1849 die satirische Zeitschrift Charivari und von 1843 bis 1849 den Narren-Almanach heraus. Nach längerem Aufenthalt in Paris und Brüssel 1852/53 lebte er seit 1860 in Dresden und Blasewitz.
Oettinger starb 1872 in Blasewitz. Sein Grab befindet sich auf dem Kirchhof der Loschwitzer Kirche.
Eine kurze Charakteristik und zusammenfassende Wertung von Oettingers Person und Werk liefert der Schriftsteller Rudolf Genée: „Außer recht hübschen Gedichten, von denen auch mehrere komponiert worden sind, hatte er auch einige Romane von zweifelhaftem Werth geschrieben; aber das Hauptwerk seines Lebens, und das verdienstlichste, war sein Moniteur des Dates, ein Werk ausdauerndsten und erstaunlichen Fleißes, das seit 1866 erschien, und für das er viele Jahre unverdrossen die Daten gesammelt hat. Oettinger war in der Beweglichkeit seines Geistes auch unterhaltend, sowohl wegen seines vielen Wissens wie auch wegen seiner wahrhaft komischen Eitelkeit. Diese zeigte sich sowohl beim Vorlesen seiner Gedichte, über die er sich selbst voll Entzücken aussprach, wie auch in dem Bewusstsein, sehr kleine Füße zu haben, denen er auch mit den feinsten Lackstiefelchen huldigte.“

## Veröffentlichungen
Oettinger veröffentlichte Gedichte, Erzählungen, Dramen, humoristisch-satirische und historische Romane, auch ein sechsbändiges biographisches Lexikon der Weltgeschichte.

## Werke (Auswahl)
- Liebesblicke. Gedichte. Krause, Berlin 1831.
- Das weiße Gespenst. Blätter für Scherz und Ernst. Taubert, Leipzig 1831. (Digitalisat der 2. Aufl. 1836)
- Wer confiscierte Eulenspiegel, oder das Buch der Hundertundachtundzwanzig. Nebst Briefen an und von Friedrich Wilhelm III., König von Preußen.2 Bände. Hoffmann, Hamburg 1833.
- Marabouts. Federschmuck aus dem Reiche der Satyre, des Humors und der Frivolität. Magazin für Buchhandel, Hamburg 1835. (Digitalisat)
- Fashionable Dummheiten. Humoristisch-satyrische Skizzen aus der Beaumonde. Magazin für Buchhandel, Hamburg 1836. (Digitalisat)
- Das Königreich der Weiber. Burleske in 2 Akten, mit Gesang. Magazin für Buchhandel, Hamburg 1836.  Digitalisat vom Internet Archive
- Panaché. Dreifarbige Novellettes. Hoffmann & Campe, Hamburg 1837.
- Der Ring des Nostradamus. Historisch-romantische Skizzen des französischen Hoflebens von 1515-1821. 3 Bände. Wigand, Leipzig 1838. Digitalisat Bd.1, Bd. 2, Bd.3 von der Bayerischen Staatsbibliothek
- Onkel Zebra. Memoiren eines Epicuräers. 7 Bände. Bösenberg, Leipzig 1842. (Digitalisat Theil 1), (Theil 2), (Theil 3), (Theil 4), (Theil 5), (Theil 6), (Theil 7)
- Helene. Ein Fehdebrief an die Gesellschaft. Aus den Papieren einer Dame. Reclam, Leipzig 1843. (Digitalisat)
- Der Graf von Saint-Germain, 1844, 1846,
- Venezianische Nächte. 2 Bände. Costenoble und Remmelmnn, Leipzig 1846. (Digitalisat Band 1), (Band 2)
- Rossini. Komischer Roman. 2 Bände. Costenoble und Remmelmann, Leipzig 1847. (Digitalisat Band 1), (Band 2). Neuausgabe auf Grundlage der Urfassung im Narrenalmanach (1845) und derjenigen der frühesten Buchausgabe (1847) in: Guido Johannes Joerg, ,Göttlicher Meister, ich habe dich verkannt!‘ – Gioachino Rossini aus der Sicht des frühen biographischen Schrifttums in deutscher Sprache. – Köln: Dohr, 2019. – Bd. I, S. 499–552 (Einführung), 553–658, Bd. II, S. 659–772, 773–808 (Anlagen) und Bd. III, S. 307–510 (Kommentare)
- Teufeleien. Mit 77 Karikaturen. Reclam, Leipzig 1848. (Digitalisat Band 1), (Band 2)
- Potsdam und Sans-Souci. Historischer Roman. 3 Bde. Reclam, leipzig 1848. (Digitalisat Band 1), (Band 2), (Band 3)
- Ein Dolch. Historischer Roman aus der Zeit der ersten französischen Revoluzion. Kober, Prag, 3. Aufl. 1862. (Digitalisat Band 1)
- König Jérôme Napoleon und sein Capri. Historisch-humoristischer Roman. 3 Bände. Schaefer, Dresden 1852. Digitalisat Bd. 1, Bd.2, Bd. 3 von der Universitätsbibliothek Göttingen.
- Mademoiselle Mars und ihr Hof. Historischer Originalroman. 2 Bände. Verlags-Comptoir, Grimma 1852.
- Blutende Lieder. Baumgärtner, Leipzig 1854. (Digitalisat)
- Geschichte des dänischen Hofes. Von Christian II. bis Friedrich VII. 8 Bände. Hoffmann und Campe, Hamburg 1857–1859
- Meister Johann Strauss und seine Zeitgenossen. Komischer Roman. 4 Bände. Janke, Berlin 1862. (Digitalisat 1. Theil), (2. Theil), (3. Theil), (4. Theil)
- Schobri, Ungarns größter Bandit. Reclam, Leipzig, 1863. (Digitalisat 3. Aufl. 1863)
- Die nordische Semiramis oder Katharina II. und ihre Zeit. 3 Bände. Janke, Berlin 1863–64. (Digitalisat 1. Abtheilung), (1. Abth. II), (1. Abth. III), (2. Abth. I), (2. Abth. II)
- Offenes Billet-doux an den berühmten Hepp-Hepp-Schreier und Juden-Fresser, Herrn Wilhelm Richard Wagner. Wolf, Dresden 1869

## Herausgeberschaft
- Bibliothek des Schachspiels.  Alphabetisch geordnetes Verzeichnis aller Werke, die über das Schachspiel im Druck erschienen sind. Engelmann, Leipzig 1844
- Joujoux. Humoristisch-satirisches Lesekabinett. 7 Bände. Reclam, Leipzig 1843–1847
- Bibliographie biographique ou Dictionnaire de 26,000 ouvrages, tant anciens que modernes, relatifs à l’histoire de la vie publique et privée des hommes célèbres de tous les temps et de toutes les nations, depuis le commencement du monde jusqu’à nos jours ... formant l’indispensable supplément à la »Biographie universelle« de G. L. Michaud et à tous les dictionnaires historiques. Engelmann, Leipzig 1850 (Digitalisat BSB München)
- Bachus. Buch des Weins. Sammlung der ausgezeichnetsten Trinklieder der deutschen Poesie. Leipzig 1854
- Bibliographie biographique universelle : Dictionnaire des ouvrages relatifs à l’histoire de la vie publique et privée des personages célebrés de tous les temps et de toutes les nations depuis le commencement du monde jusqu’à nos jours ... enrichi du Répertoire des bio-bibliographies générales, nationales et spéciales. Lacroix & Daffis, Paris 1866 (Neudruck Omnia, München 1979)
- Moniteur des Dates, contenant un million de renseignements biographiques, généalogiques et historiques, 9 Bände, Dresden: Oettinger, 1866–1883
  - Band 1, Dresden 1866 (Digitalisat) (BSB München)
  - Band 4, Dresden 1867 (Digitalisat)
  - Band 6, Dresden 1868 (Digitalisat)
  - Band 7–9, Dresden 1871 (Digitalisat)